# Zapasy na Letnich Igrzyskach Olimpijskich 2000 – kategoria do 76 kg w stylu klasycznym
Zmagania mężczyzn do 76 kg to jedna z ośmiu męskich konkurencji w zapasach w stylu klasycznym rozgrywanych podczas Letnich Igrzysk Olimpijskich 2000. Pojedynki w tej kategorii wagowej odbyły się w dniach 24 – 26 września.

## Klasyfikacja[1]
| Pozycja | Nazwisko              | Kraj              |
| ------- | --------------------- | ----------------- |
| 1       | Murat Kardanow        | Rosja             |
| 2       | Matt Lindland         | Stany Zjednoczone |
| 3       | Marko Yli-Hannuksela  | Finlandia         |
| 4       | Dawyd Manukian        | Ukraina           |
| 5       | Kim Jin-su            | Korea Południowa  |
| 6       | Ara Abrahamian        | Szwecja           |
| 7       | Wiaczasłau Makaranka  | Białoruś          |
| 8       | Tariel Melelaszwili   | Gruzja            |
| 9       | Artur Michalkiewicz   | Polska            |
| 10      | Baktijar Bajsejytow   | Kazachstan        |
| 11      | Jewgienij Jerofajłow  | Uzbekistan        |
| 12      | Dimitrios Awramis     | Grecja            |
| 13      | Nazmi Avluca          | Turcja            |
| 14      | Tamás Berzicza        | Węgry             |
| 15      | Yvon Riemer           | Francja           |
| 16      | Chwicza Biczinaszwili | Azerbejdżan       |
| 17      | Takamitsu Katayama    | Japonia           |
| 18      | Lewon Geghamian       | Armenia           |
| 19      | Faʻafetai Iutana      | Samoa             |
| 20      | Abd al-Kadir Salila   | Algieria          |

## Zasady[2]
- PP — Na punkty (Pokonany zdobył punkty)
- PO — Na punkty (Pokonany bez punktów)
- PA — Kontuzja
- ST — Przewaga (10 punktów różnicy, pokonany bez punktów)
- TO — Nokaut

## Wyniki[3]

### Rundy eliminacyjne

#### Grupa 1
| Zawodnik              | W | P | Punkty | Punkty techniczne |
| --------------------- | - | - | ------ | ----------------- |
| Kim Jin-su            | 2 | 0 | 6      | 6                 |
| Nazmi Avluca          | 1 | 1 | 4      | 4                 |
| Chwicza Biczinaszwili | 0 | 2 | 1      | 2                 |

|                       |                       | Punkty | Punkty techniczne |
| --------------------- | --------------------- | ------ | ----------------- |
| Chwicza Biczinaszwili | Kim Jin-su            | 1-3 PP | 2-3               |
| Nazmi Avluca          | Chwicza Biczinaszwili | 3-0 PO | 3-0               |
| Kim Jin-su            | Nazmi Avluca          | 3-1 PP | 3-1               |

#### Grupa 2
| Zawodnik             | W | P | Punkty | Punkty techniczne |
| -------------------- | - | - | ------ | ----------------- |
| Marko Yli-Hannuksela | 2 | 0 | 6      | 8                 |
| Baktijar Bajsejytow  | 1 | 1 | 4      | 7                 |
| Yvon Riemer          | 0 | 2 | 2      | 3                 |

|                      |                      | Punkty | Punkty techniczne |
| -------------------- | -------------------- | ------ | ----------------- |
| Marko Yli-Hannuksela | Yvon Riemer          | 3-1 PP | 4-1               |
| Baktijar Bajsejytow  | Marko Yli-Hannuksela | 1-3 PP | 3-4               |
| Yvon Riemer          | Baktijar Bajsejytow  | 1-3 PP | 2-4               |

#### Grupa 3
| Zawodnik           | W | P | Punkty | Punkty techniczne |
| ------------------ | - | - | ------ | ----------------- |
| Murat Kardanow     | 2 | 0 | 6      | 5                 |
| Tamás Berzicza     | 1 | 1 | 3      | 2                 |
| Takamitsu Katayama | 0 | 2 | 1      | 2                 |

|                    |                    | Punkty | Punkty techniczne |
| ------------------ | ------------------ | ------ | ----------------- |
| Takamitsu Katayama | Murat Kardanow     | 0-3 PP | 0-4               |
| Tamás Berzicza     | Takamitsu Katayama | 3-1 PP | 2-2               |
| Murat Kardanow     | Tamás Berzicza     | 3-0 PO | 1-0               |

#### Grupa 4
| Zawodnik          | W | P | Punkty | Punkty techniczne |
| ----------------- | - | - | ------ | ----------------- |
| Ara Abrahamian    | 2 | 0 | 6      | 6                 |
| Dimitrios Awramis | 1 | 1 | 4      | 5                 |
| Lewon Geghamian   | 0 | 2 | 1      | 1                 |

|                   |                   | Punkty | Punkty techniczne |
| ----------------- | ----------------- | ------ | ----------------- |
| Lewon Geghamian   | Dimitrios Awramis | 1-3 PP | 1-3               |
| Ara Abrahamian    | Lewon Geghamian   | 3-0 PO | 3-0               |
| Dimitrios Awramis | Ara Abrahamian    | 1-3 PP | 2-3               |

#### Grupa 5
| Zawodnik             | W | P | Punkty | Punkty techniczne |
| -------------------- | - | - | ------ | ----------------- |
| Dawyd Manukian       | 3 | 0 | 11     | 35                |
| Wiaczasłau Makaranka | 2 | 1 | 8      | 47                |
| Artur Michalkiewicz  | 1 | 2 | 6      | 14                |
| Faʻafetai Iutana     | 0 | 3 | 0      | 0                 |

|                     |                      | Punkty | Punkty techniczne |
| ------------------- | -------------------- | ------ | ----------------- |
| Faʻafetai Iutana    | Artur Michalkiewicz  | 0-4 TO | 2:43              |
| Dawyd Manukian      | Wiaczasłau Makaranka | 4-1 SP | 12-1              |
| Faʻafetai Iutana    | Dawyd Manukian       | 0-4 TO | 1:01              |
| Artur Michalkiewicz | Wiaczasłau Makaranka | 1-3 PP | 1-4               |
| Faʻafetai Iutana    | Wiaczasłau Makaranka | 0-4 TO | 4:42              |
| Artur Michalkiewicz | Dawyd Manukian       | 1-3 PP | 2-8               |

#### Grupa 6
| Zawodnik             | W | P | Punkty | Punkty techniczne |
| -------------------- | - | - | ------ | ----------------- |
| Matt Lindland        | 3 | 0 | 10     | 10                |
| Tariel Melelaszwili  | 2 | 1 | 7      | 4                 |
| Jewgienij Jerofajłow | 1 | 2 | 4      | 7                 |
| Abd al-Kadir Salila  | 0 | 3 | 0      | 0                 |

|                      |                      | Punkty | Punkty techniczne |
| -------------------- | -------------------- | ------ | ----------------- |
| Abd al-Kadir Salila  | Jewgienij Jerofajłow | 0-3 PO | 0-6               |
| Matt Lindland        | Tariel Melelaszwili  | 3-0 PO | 3-0               |
| Abd al-Kadir Salila  | Matt Lindland        | 0-4 PA | 4:53              |
| Jewgienij Jerofajłow | Tariel Melelaszwili  | 0-3 PO | 0-4               |
| Abd al-Kadir Salila  | Tariel Melelaszwili  | 0-4 PA | IN                |
| Jewgienij Jerofajłow | Matt Lindland        | 1-3 PP | 1-1               |

### Runda finałowa
|  | Ćwierćfinały         | Ćwierćfinały         | Ćwierćfinały |  |  | Półfinały            | Półfinały            | Półfinały     |   |                | Finał                | Finał                | Finał       |
|  |                      |                      |              |  |  |                      |                      |               |   |                |                      |                      |             |
|  | Kim Jin-su           | Kim Jin-su           | 0            |  |  |                      |                      |               |   |                |                      |                      |             |
|  | Marko Yli-Hannuksela | Marko Yli-Hannuksela | 3            |  |  | Marko Yli-Hannuksela | Marko Yli-Hannuksela | 0             |   |                |                      |                      |             |
|  | Murat Kardanow       | Murat Kardanow       | 3            |  |  | Murat Kardanow       | Murat Kardanow       | 4             |   |                |                      |                      |             |
|  | Ara Abrahamian       | Ara Abrahamian       | 1            |  |  |                      |                      |               |   | Murat Kardanow | Murat Kardanow       | 3                    |             |
|  |                      |                      |              |  |  |                      | Matt Lindland        | Matt Lindland | 0 |                |                      |                      |             |
|  |                      |                      |              |  |  | Dawyd Manukian       | Dawyd Manukian       | 4             |   |                |                      |                      |             |
|  |                      |                      |              |  |  | Matt Lindland        | Matt Lindland        | 7             |   |                | o 3 miejsce          | o 3 miejsce          | o 3 miejsce |
|  |                      |                      |              |  |  |                      |                      |               |   |                |                      |                      |             |
|  |                      |                      |              |  |  |                      |                      |               |   |                | Marko Yli-Hannuksela | Marko Yli-Hannuksela | 4           |
|  |                      |                      |              |  |  |                      |                      |               |   |                | Dawyd Manukian       | Dawyd Manukian       | 2           |

|  |                |   |
|  | o 5 miejsce    |   |
|  |                |   |
|  |                |   |
|  |                |   |
|  | Kim Jin-su     | 9 |
|  | Kim Jin-su     | 9 |
|  | Ara Abrahamian | 0 |
|  | Ara Abrahamian | 0 |
|  |                |   |